# Brasilianische Badmintonmeisterschaft 2019
Die Brasilianische Badmintonmeisterschaft 2019 fand als 1ª Copa do Brasil vom 21. bis zum 24. Februar 2019 in Americana statt.

## Medaillengewinner
| Disziplin    | Gold                                  | Silber                             | Bronze                                                              |
| ------------ | ------------------------------------- | ---------------------------------- | ------------------------------------------------------------------- |
| Herreneinzel | Artur Silva Pomoceno                  | Cleyson Nobre Dos Santos           | Waleson Vinicios Evangelista Dos Santos                             |
| Herreneinzel | Artur Silva Pomoceno                  | Cleyson Nobre Dos Santos           | João Marcos Da Silva Moreira                                        |
| Dameneinzel  | Fabiana Silva                         | Lohaynny Vicente                   | Gabriele Cavalcante Pereira                                         |
| Dameneinzel  | Fabiana Silva                         | Lohaynny Vicente                   | Bianca de Oliveira Lima                                             |
| Herrendoppel | Fabrício Farias Francielton Farias    | Artur Silva Pomoceno Matheus Voigt | Felipe Augusto De Faria Vinicius Gabriel Soares Alecrim De Paula    |
| Herrendoppel | Fabrício Farias Francielton Farias    | Artur Silva Pomoceno Matheus Voigt | Cleyson Nobre Dos Santos Gustavo Pereira                            |
| Damendoppel  | Lohaynny Vicente Luana Vicente        | Jackeline Luz Jeisiane Alves       | Monaliza Bezerra Feitosa Thaís Ferreira Eloi                        |
| Damendoppel  | Lohaynny Vicente Luana Vicente        | Jackeline Luz Jeisiane Alves       | Bianca de Oliveira Lima Mariana Pedrol Freitas                      |
| Mixed        | Matheus Voigt Bianca de Oliveira Lima | Francielton Farias Jaqueline Lima  | Waleson Vinicios Evangelista Dos Santos Gabriele Cavalcante Pereira |
| Mixed        | Matheus Voigt Bianca de Oliveira Lima | Francielton Farias Jaqueline Lima  | Mateus Carijo Cutti Mariana Pedrol Freitas                          |